# Macapta obliqua
Macapta obliqua là một loài bướm đêm trong họ Noctuidae.